# Una doble vida
Una doble vida (també coneguda com La garçonne) és una minisèrie de televisió francesa policial de sis episodis creada per Dominique Lancelot i emesa el 2020 a France 2. Malgrat que coincideix amb l'època d'ambientació, no és una adaptació de la novel·la homònima de Victor Margueritte.
El rodatge va tenir lloc a París i la seva regió, entre el 15 de juliol i el 25 d'octubre de 2019. Es van gravar diverses escenes al bistrot Victoires de la rue Catinat, però també al barri de Montmartre o a Melun. Després de l'emissió dels dos primers episodis el 31 d'agost de 2020, els espectadors van expressar a Twitter la seva decepció pel muntatge, el guió i la interpretació.
El 2 de novembre de 2021 FilminCAT va incorporar la versió original subtitulada al català mantenint el nom original de La garçonne. El 23 de gener de 2022 À Punt va estrenar el doblatge en valencià també amb el títol de La garçonne. El 14 i 15 d'abril de 2022 TV3 va emetre el doblatge en català central amb el nom d'Una doble vida.

## Sinopsi
Al París dels feliços anys vint, Louise Kerlac (Laura Smet) és testimoni de l'assassinat d'en Berger, un amic. Els assassins són agents del govern. S'ha d'amagar per protegir-se: va a la policia per netejar-se i pren la identitat del seu germà bessó.

## Repartiment
- Laura Smet: Louise Kerlac
- Grégory Fitoussi: Roman Ketoff
- Tom Hygreck: Antoine Kerlac
- Clément Aubert: Max Weber
- Aurélien Recoing: Pardieu
- Lilly-Fleur Pointeaux: Lydia
- Jérôme Deschamps: Dr. Paul
- Noémie Kocher: Senyora Vandel
- Aladin Reibel: Senyor Vandel
- Judi Beecher: Jenny Meyer
- Deborah Grall: Kiki de Montparnasse
- Pierre-Yves Bon: Émile
- Robert Plagnol: Ventura
- Jean-Philippe Ricci: Alberti
- Dan Herzberg: René
- Oscar Copp: Colin
- Emilie Deville: Mathilde
- Camille Dochez: Pauline
- Eddie Chignara: Lambert
- Mathilde Bisson: Gabrielle
- Laurent Richard: Berger
- Cyril de La Morandière: Man Ray
- Olivier Massart: Rybeyrol
- Raphaël Roger Lévy: Jules Pascin
- François-Marie Nivon: Foujita
- Foëd Amara: Modigliani
- Carolina Jurczak: Delphine Paul
- Zina Esepciuc: Céleste
- Clovis Fouin: Serge Vidovic
- Pierre-Loup Rajot: Dr. Malkov
- Constantin Balsan: Armand
- Avant Strangel: Sidney Bechet
- Romane Portail: Coco Chanel
- Noémie de Lattre: Marthe
- Jean-Yves Chilot: el prefecte
- Zoé Besmond de Senneville: Rose
- Chrystelle Labaude: Emilienne

## Llista d'episodis
| Núm. | Títol       | Data d'emissió original | Data d'emissió a À Punt | Data d'emissió a TV3 |
| ---- | ----------- | ----------------------- | ----------------------- | -------------------- |
| 1    | «Capítol 1» | 31 d'agost de 2020      | 23 de gener de 2022     | 14 d'abril de 2022   |
| 2    | «Capítol 2» | 31 d'agost de 2020      | 23 de gener de 2022     | 14 d'abril de 2022   |
| 3    | «Capítol 3» | 7 de setembre de 2020   | 23 de gener de 2022     | 14 d'abril de 2022   |
| 4    | «Capítol 4» | 7 de setembre de 2020   | 30 de gener de 2022     | 15 d'abril de 2022   |
| 5    | «Capítol 5» | 14 de setembre de 2020  | 30 de gener de 2022     | 15 d'abril de 2022   |
| 6    | «Capítol 6» | 14 de setembre de 2020  | 30 de gener de 2022     | 15 d'abril de 2022   |